# 世持神社
世持神社（よもちじんじゃ）は、沖縄県那覇市奥武山公園内に鎮座する神社（神社本庁に包括）。ただし、神体は社殿と分かれて波上宮境内に置かれている（後述）。

## 祭神
琉球に繁栄をもたらした恩人として、以下の3人が祀られている。
- 蔡温[1]
- 野国総管[1]
- 儀間真常[1]

## 沿革
世持神社は、国場川にかつてあった中州島（奥武山）の森に、1937年（昭和12年）に創建された。社名の「世持」は「豊かなる御世、平和なる御世を支え持つ」を意味する沖縄古語である。1939年（昭和14年）には沖縄県内唯一の郷社（当時）に列せられ、世直しと殖産振興の神社として県内の砂糖業界・農林業界・教育界から崇敬を受けたが、社殿は境内の森と共に沖縄戦により完全に破壊された。
戦火を免れた世持神社の神体は、戦後、沖縄総鎮守の波上宮に預けられたが、すでに那覇市は奥武山公園内に社を再建することを決めており、社殿は奥武山、神体は波上宮に分かれる形となった。
現在、波上宮境内には浮島神社の仮社殿と並んで世持神社の仮社殿がある。

### 建立までの経緯
琉球甘藷栽培の功労者野國總管らを祀る世持神社は建立までに紆余曲折を辿っている。野國の偉業を評し彼の子孫は琉球士族に列せられ、その後の琉球近世に野國の顕彰碑が建てられる。
野國の子孫らは儀間真常麻氏門中を巻き込み、沖縄の農業団体の多くをあげて沖縄県や時の内務省に再三再四の陳情を行い、ようやく郷社としての建立に至ったと言う経緯がある。なお却下のあった理由の一つに、野國や儀間だけが祭神では位階が低いとの理由があった。このため蔡氏儀間殿内分家の子孫で琉球三司官を務めた蔡温を列に加えた。さらに、大正天皇崩御による蔡温への位階追贈（正五位）が決め手になったと言う。
沖縄戦と、それ以降の米軍進出による施設整備の中で、かつてあった世持神社社殿は奥武山の森と共に完全に消滅した。

## 例大祭
例大祭は11月23日で、奥武山公園内の社殿で波上宮神職によって執り行われる。